# ايمري ناغي
ايمري ناغي هو مبارز بالسيف كندي، ولد في 7 مايو 1941 في كلوج نابوكا في رومانيا، وتوفي في 24 مايو 2011.

## وصلات خارجية
- ايمري ناغي على موقع أوليمبيديا (الإنجليزية)